# Team Katjoesja Alpecin/2019
Deze pagina geeft een overzicht van de Katjoesja-Alpecin UCI World Tour wielerploeg in 2019.

## Algemeen
Algemeen manager: José Azevedo
Teammanager: Dirk Demol
Ploegleiders: Claudio Cozzi, Xavier Florencio, Dmitri Konysjev, Gennadi Michajlov
Fietsen: Canyon
Volgwagens: BMW

## Renners
| Naam                   | Geboortedatum | Nationaliteit       | Ploeg 2018         |
| ---------------------- | ------------- | ------------------- | ------------------ |
| Enrico Battaglin       | 17-11-1989    | Italië              | Team LottoNL-Jumbo |
| Jenthe Biermans        | 30-10-1995    | België              |                    |
| Ian Boswell            | 07-02-1991    | Verenigde Staten    |                    |
| Steff Cras             | 13-02-1996    | België              |                    |
| Jens Debusschere       | 28-08-1989    | België              | Lotto Soudal       |
| Alex Dowsett           | 03-10-1988    | Verenigd Koninkrijk |                    |
| Matteo Fabbro          | 10-04-1995    | Italië              |                    |
| José Gonçalves         | 13-02-1989    | Portugal            |                    |
| Ruben Guerreiro        | 06-07-1994    | Portugal            | Trek-Segafredo     |
| Nathan Haas            | 12-03-1989    | Australië           |                    |
| Marco Haller           | 01-04-1991    | Oostenrijk          |                    |
| Reto Hollenstein       | 22-08-1985    | Zwitserland         |                    |
| Marcel Kittel          | 11-05-1988    | Duitsland           |                    |
| Vjatsjeslav Koeznetsov | 24-06-1989    | Rusland             |                    |
| Pavel Kotsjetkov       | 07-03-1986    | Rusland             |                    |
| Daniel Navarro         | 18-07-1983    | Spanje              | Cofidis            |
| Nils Politt            | 06-03-1994    | Duitsland           |                    |
| Willie Smit            | 29-12-1992    | Zuid-Afrika         |                    |
| Simon Špilak           | 23-06-1986    | Slovenië            |                    |
| Dmitri Strachov        | 17-05-1995    | Rusland             | Lokosphinx         |
| Harry Tanfield         | 17-11-1994    | Verenigd Koninkrijk | Canyon Eisberg     |
| Mads Würtz Schmidt     | 31-03-1994    | Denemarken          |                    |
| Rick Zabel             | 08-12-1993    | Duitsland           |                    |
| Ilnoer Zakarin         | 15-09-1989    | Rusland             |                    |

### Vertrokken
| Naam                | Geboortedatum | Nationaliteit | Ploeg 2019                        |
| ------------------- | ------------- | ------------- | --------------------------------- |
| Maksim Belkov       | 09-01-1985    | Rusland       | ?                                 |
| Robert Kišerlovski  | 09-08-1986    | Kroatië       | gestopt                           |
| Maurits Lammertink  | 31-08-1990    | Nederland     | Roompot-Charles                   |
| Tiago Machado       | 18-10-1985    | Portugal      | Sporting Clube de Portugal/Tavira |
| Tony Martin         | 23-04-1985    | Duitsland     | Team Jumbo-Visma                  |
| Marco Mathis        | 07-04-1994    | Duitsland     | Cofidis                           |
| Baptiste Planckaert | 28-09-1988    | België        | Wallonie Bruxelles                |
| Jhonatan Restrepo   | 28-11-1994    | Colombia      | Manzana Postobón Team             |

## Overwinningen
| Nationale kampioenschappen wielrennen Portugal - tijdrit: José Gonçalves Verenigd Koninkrijk - tijdrit: Alex Dowsett | Trofeo Palma Marcel Kittel Ronde van Oman Ploegenklassement *1) | Ronde van Yokshire 2e etappe: Rick Zabel Ronde van Italië 13e etappe: Ilnoer Zakarin |

*1) Ploeg Ronde van Oman: Battaglin, Biermans, Boswell, Cras, Fabbro, Haas, Hollenstein
2006 · 2007 · 2008 · 2009 · 2010 · 2011 · 2012 · 2013 · 2014 · 2015 · 2016 · 2017 · 2018 · 2019
AG2R-La Mondiale · Astana Pro Team · Bahrain-Merida · BORA-hansgrohe · CCC Team · Deceuninck–Quick-Step · EF Education First · Groupama-FDJ · Lotto Soudal · Mitchelton-Scott · Movistar Team · Team Dimension Data · Team Jumbo-Visma · Team Katjoesja Alpecin · Team INEOS (Team Sky) · Team Sunweb · Trek-Segafredo · UAE Team Emirates